# Liste der Universitäten in Indien

## Bundesuniversitäten(Central Universities, Union Universities)

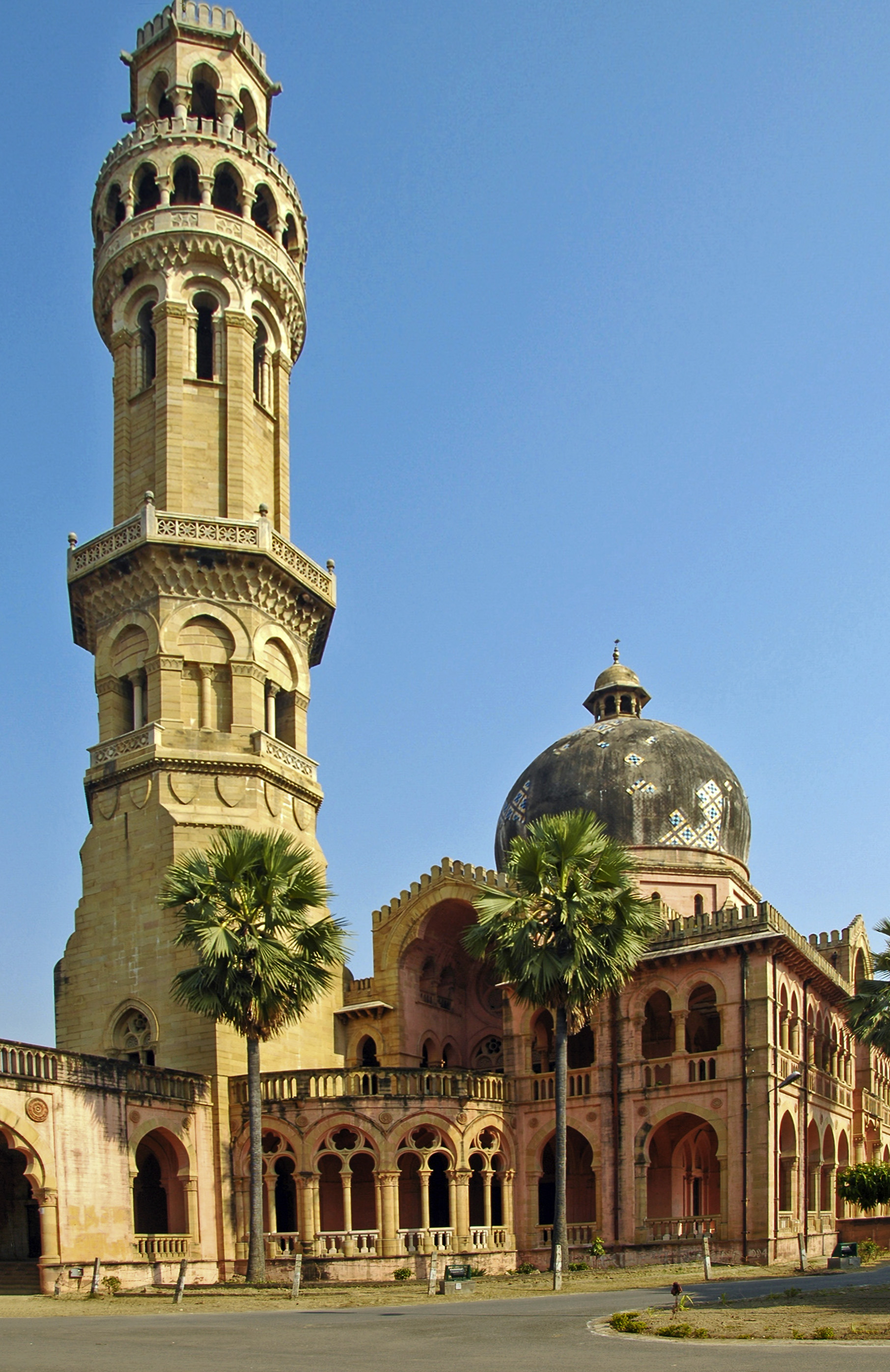
Gebäude der University of Allahabad, eine der ältesten Central Universities

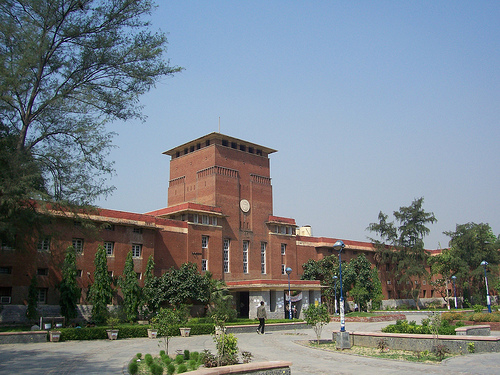
Gebäude der University of Delhi

Die Anerkennung einer indischen Hochschule als Universität erfolgt durch die University Grants Commission. Die Befugnisse und Aufgaben der Bundesuniversitäten sind durch den Central Universities Act, 2009 festgelegt, der auch 12 neue Universitäten begründete. Die Gründung einer Bundesuniversität erfolgt durch Parlamentsbeschluss des indischen Parlaments. Zurzeit (2015) gibt es 46 Bundesuniversitäten, die über ganz Indien verteilt sind.
| Universität                                         | Staat             | Ort                 | Gegründet      | Spezialisierung            | Quellen      |
| --------------------------------------------------- | ----------------- | ------------------- | -------------- | -------------------------- | ------------ |
| Rajiv Gandhi University                             | Arunachal Pradesh | Itanagar            | 1985 (CU 2007) | Gesundheit                 | [ 2 ] [ 3 ]  |
| Assam University                                    | Assam             | Silchar             | 1994           | allgemein                  | [ 4 ]        |
| Tezpur University                                   | Assam             | Tezpur              | 1994           | allgemein                  | [ 5 ]        |
| Central University of South Bihar                   | Bihar             | Gaya                | 2009           | allgemein                  | [ 6 ]        |
| Mahatma Gandhi Central University North Bihar       | Bihar             | Motihari            | 2014           | allgemein                  | [ 2 ]        |
| Nalanda University                                  | Bihar             | Rajgir nahe Nalanda | 2010           | allgemein                  |              |
| Guru Ghasidas University                            | Chhattisgarh      | Bilaspur            | 1983 (CU 2009) | allgemein                  | [ 7 ]        |
| Indira Gandhi National Open University              | Delhi             | Neu-Delhi           | 1985           | Fernhochschule             | [ 8 ]        |
| Jamia Millia Islamia                                | Delhi             | Neu-Delhi           | 1920 (CU 1988) | Muslim                     | [ 9 ]        |
| Jawaharlal Nehru University                         | Delhi             | Neu-Delhi           | 1969           | allgemein                  | [ 10 ]       |
| University of Delhi                                 | Delhi             | Neu-Delhi           | 1922           | allgemein                  | [ 11 ]       |
| Central University of Gujarat                       | Gujarat           | Gandhinagar         | 2009           | allgemein                  | [ 12 ]       |
| Central University of Haryana                       | Haryana           | Mahendragarh        | 2009           | allgemein                  | [ 13 ]       |
| Central University of Himachal Pradesh              | Himachal Pradesh  | Dharamsala          | 2009           | allgemein                  | [ 14 ]       |
| Central University of Jammu                         | Jammu und Kashmir | Jammu               | 2011           | allgemein                  | [ 15 ]       |
| Central University of Kashmir                       | Jammu und Kashmir | Srinagar            | 2009           | allgemein                  | [ 16 ]       |
| Central University of Jharkhand                     | Jharkhand         | Ranchi              | 2009           | allgemein                  | [ 17 ]       |
| Central University of Karnataka                     | Karnataka         | Kalaburagi          | 2009           | allgemein                  | [ 18 ]       |
| Central University of Kerala                        | Kerala            | Kasaragod           | 2009           | allgemein                  | [ 19 ]       |
| Dr. Hari Singh Gour University                      | Madhya Pradesh    | Sagar               | 1946           | allgemein                  | [ 20 ]       |
| Indira Gandhi National Tribal University            | Madhya Pradesh    | Amarkantak          | 2007           | allgemein                  | [ 21 ]       |
| Mahatma Gandhi Antarrashtriya Hindi Vishwavidyalaya | Maharashtra       | Wardha              | 1997           | Hindi                      | [ 22 ]       |
| Central Agricultural University                     | Manipur           | Imphal              | 1993           | Landwirtschaft             | [ 23 ]       |
| Manipur University                                  | Manipur           | Imphal              | 1980 (CU 2005) | allgemein                  | [ 24 ]       |
| North Eastern Hill University                       | Meghalaya         | Shillong            | 1973           | allgemein                  | [ 25 ]       |
| Mizoram University                                  | Mizoram           | Aizawl              | 2000           | allgemein                  | [ 26 ]       |
| Nagaland University                                 | Nagaland          | Lumami              | 1994           | allgemein                  | [ 27 ]       |
| Central University of Orissa                        | Odisha            | Koraput             | 2009           | allgemein                  | [ 28 ]       |
| Pondicherry University                              | Puducherry        | Puducherry          | 1985           | allgemein                  | [ 29 ]       |
| Central University of Punjab                        | Punjab            | Bathinda            | 2009           | allgemein                  | [ 30 ]       |
| Central University of Rajasthan                     | Rajasthan         | Jaipur              | 2009           | allgemein                  | [ 31 ]       |
| Sikkim University                                   | Sikkim            | Gangtok             | 2007           | allgemein                  | [ 32 ]       |
| Central University of Tamil Nadu                    | Tamil Nadu        | Tiruvarur           | 2009           | allgemein                  | [ 33 ]       |
| Indian Maritime University                          | Tamil Nadu        | Chennai             | 2008           | Meereswissenschaften       | [ 34 ]       |
| English and Foreign Languages University            | Telangana         | Hyderabad           | 1958 (CU 2007) | Englisch und Fremdsprachen | [ 35 ]       |
| Maulana Azad National Urdu University               | Telangana         | Hyderabad           | 1998           | Urdu                       | [ 36 ]       |
| University of Hyderabad                             | Telangana         | Hyderabad           | 1974           | allgemein                  | [ 37 ]       |
| Tripura University                                  | Tripura           | Agartala            | 1987           | allgemein                  | [ 38 ]       |
| Aligarh Muslim University                           | Uttar Pradesh     | Aligarh             | 1920           | allgemein                  | [ 39 ]       |
| Allahabad University                                | Uttar Pradesh     | Prayagraj           | 1887           | allgemein                  | [ 40 ]       |
| Babasaheb Bhimrao Ambedkar University               | Uttar Pradesh     | Lucknow             | 1996           | allgemein                  | [ 41 ]       |
| Banaras Hindu University                            | Uttar Pradesh     | Varanasi            | 1916           | allgemein                  | [ 42 ]       |
| Rajiv Gandhi National Aviation University           | Uttar Pradesh     | Raebareli           | 2013           | allgemein                  |              |
| Hemwati Nandan Bahuguna Garhwal University          | Uttarakhand       | Srinagar            | 1973 (CU 2009) | allgemein                  | [ 2 ] [ 43 ] |
| Visva-Bharati University                            | Westbengalen      | Shantiniketan       | 1951           | allgemein                  | [ 44 ]       |

1. 1 2 3 4 5 6 7 8 9 10 11 12 13 14 15  Durch den Central Universities Act, 2009 begründet.
2. 1 2 3 4  Anerkennung als Bundesuniversität

## Sonstige Universitäten und Hochschulen
- Alagappa University
- Amity University
- Andhra University
- Anna University
- Annamalai University
- Assam Agricultural University
- Banaras Hindu University (BHU)
- Berhampur University
- Bharathiar University
- Bharathidasan University
- Biju Patnaik University of Technology (BPUT)
- Calicut University
- Center for Environmental Planning and Technology (CEPT)
- Central Institute of English and Foreign Languages (CIEFL)
- Central Institute of Fisheries Education (CIFE)
- Central Institute of Higher Tibetan Studies (CIHTS)
- Ch. Charan Singh University
- Chhatrapati Shahu Ji Maharaj University
- Chhatrapati Shahuji Maharaj Medical University
- Cochin University of Science And Technology (CUSAT)
- Dar ul-Ulum Deoband
- Devi Ahilya Vishwavidyalaya
- Directorate of Distance Education, Jai Prakash University
- Dr B R Ambedkar National Institute of Technology, Jalandhar
- Dr. Bhim Rao Ambedkar University (Agra University), Agra
- Dr. Harisingh Gour University, Sagar
- Dr. Yashwant Singh Parmar University of Horticulture and Forestry
- Gandhigram Rural Institute
- Gauhati University
- Goa University
- Govind Ballabh Pant University of Agriculture and Technology
- Gujarat Agricultural University
- Gujarat University
- Gujarat Vidyapith
- Gulbarga University
- Guru Ghasidas University
- Guru Nanak Dev University
- Hemchandracharya North Gujarat University
- Hidayatullah National Law University (HNLU)
- Himachal Pradesh Krishi Vishwavidyalay
- Himachal Pradesh University
- Indian School of Mines (ISM)
- Indian Institute of Information Technology (Allahabad)
- Indian Institute of Management Ahmedabad
- Indian Institute of Science, Bangalore
- Indian Institute of Technology, Delhi (IITD)
- Indian Institute of Technology, Guwahati (IITG)
- Indian Institute of Technology Kanpur, Kanpur (IITK)
- Indian Institute of Technology Kharagpur (IIT), Kharagpur
- Indian Institute of Technology Madras (IIT), Chennai
- Indian Institute of Technology Bombay (IIT), Mumbai
- Indian Institute of Technology, Roorkee
- Indian Veterinary Research Institute (IVRI)
- Indira Gandhi Institute of Development Research (IGIDR)
- Institute of Technology, Guru Ghasidas University
- International Institute for Population Sciences (IIPS)
- International Institute of Information Technology (Bangalore)
- International Institute of Information Technology (Hyderabad)
- Jawaharlal Nehru Technological University (JNTU)
- Kakatiya University
- Karnataka State Women University
- Kerala Agricultural University
- Kurukshetra University
- Kuvempu University
- Lakshmibai National Institute of Physical Education (LNIPE)
- Lalit Narayan Mithila University, Darbhanga
- Madurai Kamaraj University
- Mahatma Gandhi Antarrashtriya Hindi Vishwavidyalaya
- Mahatma Jyotiba Phule Rohilkhand University (MJPRU)
- Makhanlal Chaturvedi Rashtriya Patarkarita Vishwavidyalaya
- Malaviya National Institute of Technology, Jaipur (MNIT)
- Maulana Azad National Institute of Technology, Bhopal
- Mohan Lal Sukhadia University
- Nagarjuna University
- Nalanda Open University
- Narendra Deva University of Agriculture and Technology (NDUAT)
- National Academy of Legal Studies and Research University of Law (NALSAR)
- National Institute of Mental Health and Neuro Sciences (NIMHANS)
- National Institute of Technology, Calicut
- National Institute of Technology, Hamirpur
- National Institute of Technology, Jamshedpur
- National Institute of Technology, Karnataka (NITK)
- National Institute of Technology, Kurukshetra
- National Institute of Technology, Rourkela
- National Institute of Technology, Srinagar
- National Institute of Technology, Tiruchirappalli
- National Institute of Technology, Warangal
- National Law Institute University (NLIU)
- National Law School of India University
- National Law University, Jodhpur
- Netaji Subhas Open University (NSOU)
- North Eastern Regional Institute of Science and Technology (NERIST)
- North Maharashtra University
- Orissa University of Agriculture and Technology (OUAT)
- Osmania University
- Panjab University
- Potti Sreeramulu Telugu University
- Punjab Agricultural University (PAU)
- Punjab Engineering College (PEC)
- Punjabi University
- Rabindra Bharati University
- Rajiv Gandhi Technical University (RGTU)
- Rajiv Gandhi University of Health Sciences
- Rani Durgavati Vishwavidyalaya, Jabalpur
- Rashtriya Sanskrit Sansthan
- Sambalpur University
- Sardar Vallabhbhai National Institute of Technology, Surat
- Sher-e-Kashmir University of Agriculture Sciences and Technology of Kashmir (SKUAST-K)
- Shivaji University
- Smt. R. D. Gardi Department Of Business Management, Saurashtra University
- Swami Ramanand Teerth Marathawada University
- Tamil Nadu Agricultural University (TNAU)
- Tamil Nadu Dr. Ambedkar Law University
- Tamil Nadu Dr. M.G.R. Medical University
- Tamil Nadu Open University
- Tamil Nadu Universities
- Tamil Nadu Veterinary and Animal Sciences University (TANUVAS)
- Tamil Virtual University
- Tata Institute of Social Sciences (TISS)
- Tilka Manjhi Bhagalpur University (TMBU)
- University of Burdwan
- University of Calcutta
- University of Kerala
- University of Madras
- University of Mumbai
- University of Pune
- Uttar Pradesh Technical University (UPTU)
- Veer Bahadur Singh Purvanchal University
- Vidyasagar University
- Visva-Bharati, Shantiniketan
- Visvesvaraya National Institute of Technology (VNIT), Nagpur
- Visveswaraiah Technological University (VTU)
- West Bengal National University of Juridical Sciences (NUJS)
- West Bengal University of Technology (WBUTech)
- Yashwantrao Chavan Maharashtra Open University (YCMOU)